# Gradac (Pleternica)
Gradac je naselje koje se nalazi  uz Pleternicu na putu za Kutjevo.
Gradac ima dobrovoljno vatrogasno društvo koje je osnovano 1926. godine i NK Slaven Gradac. Kapela u Gradcu osnovana je 1973. godine.
Smješten je na 129 metara nadmorske visine i prostire se na površini od 6,16 km². Prema popisu iz 2011. godine, u Gradcu žive 924 stanovnika. Stanovništvo je većinski hrvatsko (99%).
1730. Gradac ima 377 stanovnika, a 1977. ima 889. Nakon Drugog svjetskog rata broj stanovnika naglo se povećava, a najviše je ih doselilo iz Bosne i Hercegovine, ima jedan dio koji se zove: "Mali Mostar".

## Stanovništvo
Prema popisu stanovništva iz 2011. godine Gradac je imao 937 stanovnika.
| broj stanovnika | 189   | 208   | 191   | 293   | 457   | 494   | 488   | 532   | 630   | 688   | 855   | 971   | 933   | 1042  | 1090  | 937   | 789   |
|                 | 1857. | 1869. | 1880. | 1890. | 1900. | 1910. | 1921. | 1931. | 1948. | 1953. | 1961. | 1971. | 1981. | 1991. | 2001. | 2011. | 2021. |